# Relações entre Estados Unidos e Iémen
As relações entre Estados Unidos e Iémen são as relações diplomáticas estabelecidas entre os Estados Unidos da América e a República do Iémen. Ambos os países pertencem a uma série de organizações internacionais, incluindo as Nações Unidas, o Fundo Monetário Internacional e o Banco Mundial. O Iémen faz parte da Organização Mundial do Comércio. Além disso, é um membro da Liga Árabe e da Organização para a Cooperação Islâmica. O país também participa do Movimento Não Alinhado e, embora não seja um membro do Conselho de Cooperação do Golfo, é permitida a sua participação limitada em alguns assuntos organizacionais.

## História
A área que compreende o Iémen hoje, tradicionalmente, desde o século XIX, foi dividida em duas partes; a primeira ao norte e a segunda ao sul. O que antes era o Iémen do Norte, foi parte do antigo Império Otomano durante o século XIX e início do século XX, enquanto o que costumava ser o Iémen do Sul caiu sob a influência britânica, com início em 1839, quando os britânicos capturaram o porto de Áden. Após o colapso do Império Otomano, em 1918, o Iémen do Norte tornou-se uma república independente, enquanto o Iémen do Sul continuou sob o domínio britânico até a Grã-Bretanha se retirar, em 1967. As autoridades britânicas deixaram o sul do Iêmen em novembro de 1967, na sequência de uma intensa campanha terrorista. Os dois países foram oficialmente unificados como a República do Iémen em 1990.
Os Estados Unidos estabeleceram as relações diplomáticas com o Iémen do Norte em 1946, e com o Iémen do Sul em 1967. A República Árabe do Iémen (Iémen do Norte) rompeu relações com os Estados Unidos em 07 de junho de 1967, na sequência do conflito árabe-israelense. As relações diplomáticas foram restabelecidas em julho de 1972 após uma visita a Sanaa do Secretário de Estado William P. Rogers.

### Atualmente

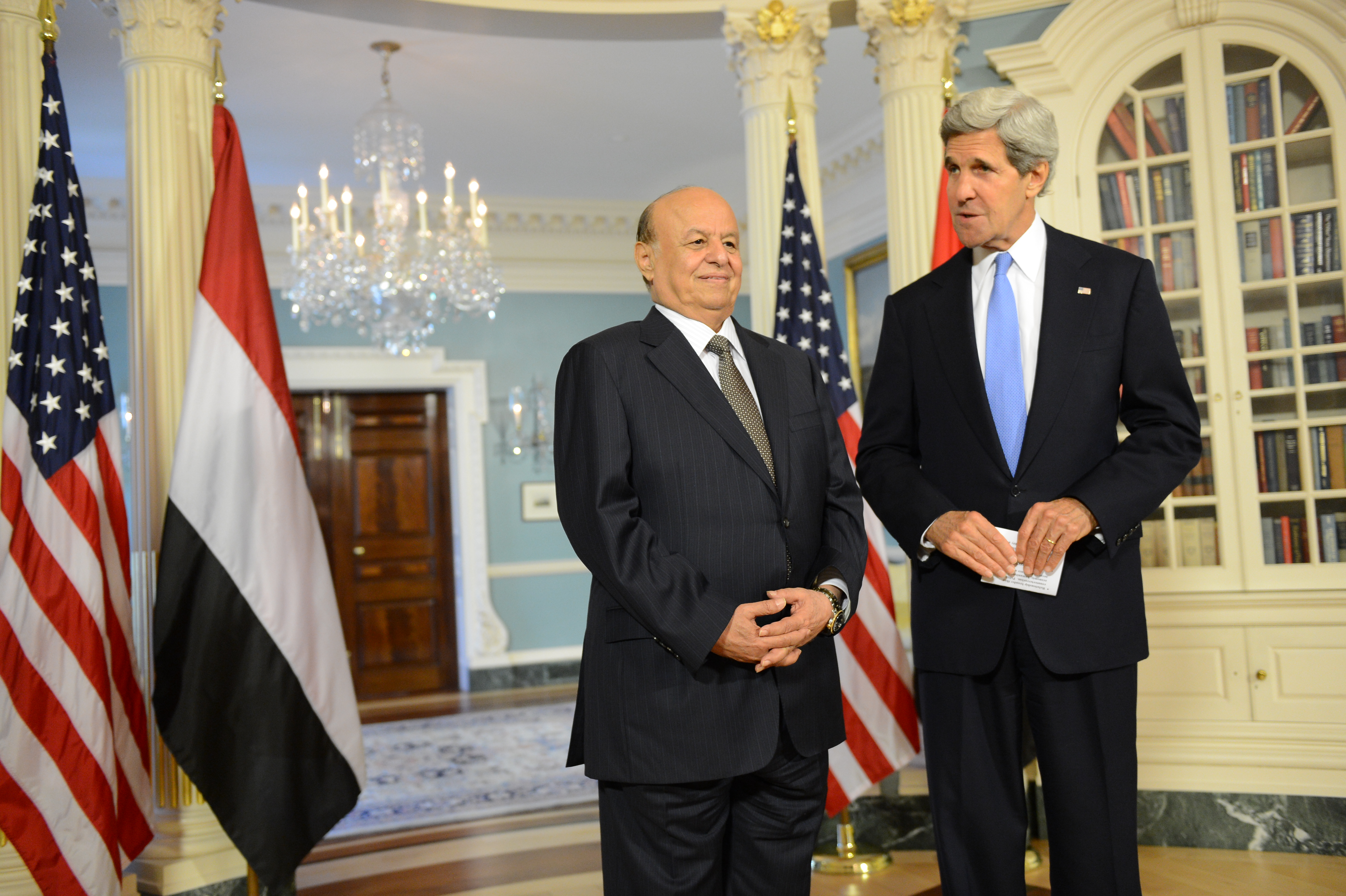
O Secretário de Estado dos Estados Unidos, John Kerry, e o Presidente do Iémen, Abd Rabbuh Mansur Al-Hadi, em 2013.

A República do Iémen continua a ser um país de grande preocupação para as autoridades norte-americanas. Apesar de o próprio Iémen ser um país pobre em recursos, está estratégicamente localizado ao lado da Arábia Saudita, um dos maiores produtores de petróleo do mundo, e do estreito de Bab-el-Mandeb, através do qual os navios petroleiros comerciais transportam um número estimado de 3,4 milhões de barris por dia (3,5% a 4% da oferta mundial de petróleo). A costa marítima do Iémen fica localizada entre o Mar Vermelho e o Golfo de Áden, além de ser bem próxima do Corno de África, que até recentemente havia sido uma das principais áreas da pirataria baseada na Somália.
Por mais de uma década, autoridades e membros do Congresso dos Estados Unidos têm se preocupado com a ameaça terrorista que emana do Iémen e é direcionada contra o país. O Iémen é o lar da Al-Qaeda na Península Arábica (AQPA), uma afiliada da mundialmente conhecida rede terrorista Al-Qaeda (AQ). O Departamento de Segurança Interna dos Estados Unidos considera esta filial como a organização "com a maior probabilidade de tentar ataques transnacionais contra o país".
Até o momento, este grupo terrorista islâmico têm tentado, sem sucesso, atingir os Estados Unidos em pelo menos três vezes (em 2009, 2010, e 2012), utilizando explosivos concebidos para destruir aviões comerciais, ou detonando explosivos dentro de pacotes de encomendas. Os serviços de inteligência da Arábia Saudita ajudaram a interromper dois destes ataques.